# Chrysophyllis
Chrysophyllis é um gênero de mariposa pertencente à família Crambidae.